# East Hagbourne
East Hagbourne is een civil parish in het bestuurlijke gebied South Oxfordshire, in het Engelse graafschap Oxfordshire met 1882 inwoners.